# Autodesk Inventor

Animering av en Fyrtaktsmotor, gjord med Autodesk Inventor

Autodesk Inventor är ett CAD-program för solidmodellering. Det produceras av företaget Autodesk.
Till skillnad från klassiska CAD-program som till exempel AutoCAD så använder Inventor mer avancerade parametriska modelleringstekniker. Det innebär att om man ändrar något i modellen så anpassas resten av modellen efter ändringen.
Arbetsgången i Inventor börjar med att man tillverkar en Part, en del, som i sig är uppbyggd av features. Den kan man sedan sätta ihop med andra delar i en Assembly, sammanställning. När man är färdig kan man göra en ritning eller presentation av modellen.
Inventor är i första hand utvecklad för mekanikkonstruktion, men flera moduler för att konstruera tex formsprutade detaljer är ständigt under utveckling.
I Inventor finns även verktyg för utformning av plåtdetaljer och svetsade delar.
Varje år i april släpps en ny version av Inventor.